# El aire de tu casa
El aire de tu casa es el primer álbum de estudio desde 1990 del cantante mexicano de música cristiana, Jesús Adrián Romero. Fue lanzado el 28 de marzo de 2005.

## Estilo
El álbum representa el estilo único de Jesús Adrián Romero sobre la música. Contiene ritmos basados en lo instrumental, el blues. El mismo presenta canciones como «Mi herencia», «Me dice que me ama» y «Pegao a ti».

## Lista de canciones
| N.º | Título                | Duración |  |
| 1.  | «El aire de tu casa»  | 4:13     |  |
| 2.  | «Mi universo»         | 4:13     |  |
| 3.  | «Espérame»            | 5:10     |  |
| 4.  | «Aquí estoy»          | 3:16     |  |
| 5.  | «No es como yo»       | 4:59     |  |
| 6.  | «Mi corazón te canta» | 3:39     |  |
| 7.  | «Te veo»              | 3:53     |  |
| 8.  | «Mi herencia»         | 3:44     |  |
| 9.  | «Me dice que me ama»  | 4:01     |  |
| 10. | «Es por tu gracia»    | 3:22     |  |
| 11. | «De ti dependo»       | 3:16     |  |
| 12. | «Pegao a ti»          | 2:48     |  |

## Videos musicales y sencillos
En marzo de 2006, Jesús Adrián Romero y la banda grabaron cuatro videos musicales del álbum en diferentes localizaciones de Buenos Aires, Argentina entre paisajes naturales y escenas en interiores. La dirección estuvo a cargo de José Luis Massa.

### El aire de tu casa
Es el primer sencillo y videoclip del álbum. La idea de la canción habla sobre el anhelo de servir a Dios. Además, Romero aparece como actor junto a sus músicos, interpretando el tema en la terraza de un edificio.

### Mi universo
Es el segundo sencillo y videoclip del álbum. La canción declara que Dios debe ser el todo en la vida de un cristiano. Asimismo, Romero interpreta la canción con sus músicos en un campo.

### Aquí estoy
Es el tercer sencillo y videoclip del álbum. La canción hace referencia al pasaje bíblico de Isaías 6:8. Mientras que, Romero interpreta el tema en una estación de buses.

### Te veo
Es el cuarto sencillo y videoclip del álbum. La canción describe la forma en que cómo uno puede ver a Dios en lo cotidiano. Romero interpreta el tema en una cafetería.

## DVD
El 2 de agosto de 2006, Jesús Adrián Romero y la banda realizaron en vivo de El aire de tu casa en formato DVD en Vino Nuevo, El Paso, Texas. Este proyecto contó con la participación de Daniel Santoy, Marcela Gándara y Pecos Romero, quienes acompañaron a Jesús Adrián en algunas canciones.
Esta grabación fue la cuarta producción audiovisual de Jesús Adrián Romero y a su vez de la compañía que dirige, Vástago Producciones.

## Premios
- 2006: En la 7.ª Entrega Anual de los Grammy Latinos, el álbum fue nominado en la categoría de mejor álbum cristiano en español.
- 2006: En los Premios Arpa de 2006, el álbum fue nominado en la categoría de mejor álbum vocal masculino y ganó por álbum del año. Romero también recibió el premio al productor del año por el disco. Jesús Adrián fue también nominado por compositor del año gracias la canción «Mi universo». Además, «El aire de tu casa» fue nominada por canción del año.[3]
- 2006: «Mi universo» fue elegida la canción del año 2006 según la Radio Nuevo Tiempo de Chile.[4]
- 2007: La edición especial del álbum en formato DVD fue nominada en los Premios Arpa en la categoría de mejor DVD, cortometraje o largometraje.[5]